# Via Plestina
Via Plestina är en kortare romersk väg som sammanband Fulginia (dagens Foligno) med Adriatiska havet. Via Plestina var ursprungligen en del av Via Flaminia. Sempronius valde att dra om ett avsnitt av Via Flaminia så att vägen skulle gå längs floden Topino och mot Nocera Umbra. Den ursprungliga sträckan av Via Flaminia döptes om till Via Plestina.
Vägen går mellan Fulginia, via byn Plestia på Colfiorito-högplatån och sedan vidare till Camerino och Picenum för att slutligen nå Adriatiska havet.